# Streamlined Swing
Streamlined Swing est un court métrage américain réalisé par Buster Keaton, sorti en 1938.

## Fiche technique
- Titre original : Streamlined Swing
- Réalisation : Buster Keaton
- Scénario : Marion Mack
- Société de production : Metro-Goldwyn-Mayer
- Producteur : Louis Lewyn
- Pays de production :  États-Unis
- Langue originale : anglais
- Durée : 9 minutes
- Date de sortie : États-Unis : 19 septembre 1938

## Distribution
- The Original Sing Band
- Richard Cramer
- Lester Dorr
- Walter Soderling